# 国鉄ケ158形蒸気機関車
ケ158形は、かつて日本国有鉄道の前身である鉄道省に在籍した、特殊狭軌線用タンク式蒸気機関車である。

## 概要
元は、千葉県営鉄道久留里線（現在の東日本旅客鉄道久留里線）に所属した機関車で、1914年（大正3年）に1両がドイツのオーレンシュタイン・ウント・コッペルで製造された。この年には、第一次世界大戦が勃発しており、その直前に船積みされたものと考えられる。
本形式は、車軸配置0-6-0(C)、単式2気筒飽和式のサイド・ウェルタンク機関車である。運転整備重量は9.6トン、出力は50PS級で、固定軸距は1,400mmである。
千葉県営鉄道では、4形（3）と称したが、1923年（大正12年）9月1日の国有化にともない、それに先立つ8月27日付けで国有鉄道籍となり、ケ158形（ケ158）と改番された。製造番号は6890と推定されているが、この機関車は、取り扱い商社のリストでは帝室林野管理局に納入されたことになっている。何らかの事情でキャンセルされたものを、千葉県営鉄道が引き取ったものと考えられる。後部のオーバーハングが際立って長く、火格子面積が同クラスの機関車に比して大きいこと、煙突の根元に残るダイヤモンドスタック（火の粉止め）の撤去跡などから、木材を燃料とすることを前提に設計されていたことがうかがえる。
1930年（昭和5年）の久留里線の軌間1,067mmへの改築後は、用途を失って僚機とともに千葉機関区に保管されたが、1931年（昭和6年）9月16日付けで廃車され、新小岩工場で解体された。

## 主要諸元
- 全長：5,585mm
- 全高：2,914mm
- 軌間：762mm
- 車軸配置：0-6-0(C)
- 動輪直径：600mm
- 弁装置：ワルシャート式
- シリンダー（直径×行程）：210mm×300mm
- ボイラー圧力：12.0kg/cm2
- 火格子面積：0.72m2
- 全伝熱面積：19.5m2
- 機関車運転整備重量：9.8t
- 水タンク容量：1.27m3
- 燃料積載量：0.64t
- 機関車性能
  - シリンダ引張力：2,250kg
- ブレーキ方式：手ブレーキ

## 同形機
固定軸距1,400mmでC形の機関車は、他の私鉄にも多数供給されているが、全くの同形といえるのは、木曽森林鉄道の10（1923年製・製造番号10490）のみである。この機関車は、1940年（昭和15年）に芦別森林鉄道に移り、9となった後、1943年（昭和18年）に60と改番され、1944年（昭和19年）に幾春別森林鉄道に移った。1949年（昭和24年）にはさらにC27に改番され、1955年（昭和30年）まで使用された。
また、宇和島鉄道の1 - 3, 5, 6（後の鉄道省ケ220形）や三蟠鉄道の13が、全く同形ではないものの、基本設計を共有している。